# Muradjan Halmuratov
Muradjan Halmuratov (Chorasmië, 11 juni 1982) is een Oezbeeks professioneel wielrenner.

## Carrière
Halmuratov kwam ook uit voor Oezbekistan bij de wegwedstrijd bij de Olympische Spelen 2012 in Londen. Hij bereikte de finish niet. Hij is meervoudig nationaal kampioen op zowel de tijdrit, als de wegrit. In de laatste jaren van zijn carrière is hij ook deel gaan nemen aan wedstrijden op de baan, en wist tweemaal de bronzen medaille te winnen op de puntenkoers] bij de Aziatische kampioenschappen.

## Belangrijkste overwinningen

### Wegwielrennen
2011
 Oezbeeks kampioen tijdrijden, Elite
Eindklassement Ronde van China
 Aziatisch kampioenschap op de weg, Elite
 Eindklassement UCI Asia Tour
2012
1e etappe Ronde van Thailand
 Oezbeeks kampioen tijdrijden, Elite
2013
 Aziatisch kampioen op de weg, Elite
 Aziatisch kampioen tijdrijden, Elite
 Oezbeeks kampioen op de weg, Elite
 Oezbeeks kampioen tijdrijden, Elite
2014
 Oezbeeks kampioen tijdrijden, Elite
2015
 Oezbeeks kampioen tijdrijden, Elite
2016
 Oezbeeks kampioen tijdrijden, Elite
2017
 Oezbeeks kampioen tijdrijden, Elite
2018
 Oezbeeks kampioen tijdrijden, Elite
 Aziatische Spelen, individuele tijdrit
2019
 Oezbeeks kampioen op de weg, Elite
 Oezbeeks kampioen tijdrijden, Elite
2020
 Oezbeeks kampioen op de weg, Elite
 Oezbeeks kampioen tijdrijden, Elite
2021
 Oezbeeks kampioen tijdrijden, Elite
2022
 Aziatisch kampioenschap tijdrijden, Elite
2023
1e etappe Tour of Yiğido

### Resultaten in voornaamste wedstrijden
| Jaar | Tour of Qinghai Lake | Tour of Hainan | Tour of Taihu Lake | WK  | WK - ITT | OS  | OS - ITT |
| ---- | -------------------- | -------------- | ------------------ | --- | -------- | --- | -------- |
| 2007 |                      |                |                    | DNF | 68       |     |          |
| 2008 | 18                   |                |                    | DNF | 44       |     |          |
| 2010 |                      |                | 23                 |     |          |     |          |
| 2011 |                      | 53             | 77                 |     |          |     |          |
| 2012 | 59                   | 38             | 85                 |     |          | DNF |          |
| 2013 | 53                   | 27             | 77                 |     | 62       |     |          |
| 2014 |                      | 47             |                    |     |          |     |          |
| 2015 | 31                   |                | 96                 |     | 59       |     |          |
| 2016 |                      |                | 25                 |     | 48       |     |          |
| 2019 |                      |                |                    |     | 47       |     |          |
| 2021 |                      |                |                    |     | 43       | 64  |          |
| 2022 |                      |                |                    | DNF |          |     |          |
| 2023 |                      |                |                    | DNF | 50       |     |          |

### Palmares
| Jaar | OK | AK          | WK | Overig |
| ---- | -- | ----------- | -- | ------ |
| 2018 |    | Puntenkoers |    |        |
| 2019 |    | Puntenkoers |    |        |

## Ploegen
- 2008 –  Centri Della Calzatura-Partizan
- 2012 –  Uzbekistan Suren Team (tot 20-06)
- 2012 –  China 361° Cycling Team (vanaf 21-06)
- 2013 –  CCN Cycling Team (tot 31-05)
- 2013 –  RTS Racing Team (vanaf 01-06)
- 2014 –  Terengganu Cycling Team
- 2015 –  Beijing Innova Cycling Team (vanaf 01-07)
- 2016 –  Beijing XDS-Innova Cycling Team (tot 11-08)
- 2017 –  Beijing XDS-Innova Cycling Team
- 2018 –  RTS Racing Team
- 2021 –  Sweet Nice Continental
- 2022 –  Tashkent City Professional Cycling Team
- 2023 –  Tashkent City Professional Cycling Team
- 2024 –  Tashkent City Professional Cycling Team
- 2025 –  OU7 Cycling Team

Abrekov · Akparov · Darmonov · Dong · Gorbatsjov · Halmuratov · Li · Qin · Soennatov · Wang X.D. · Wang Z.P. · Zhang L.S. · Zhang L.P.
Chen · Chin · Halmuratov · Karimov · Kasjanov · Li · Liu · Sainbayar · Tang · Tesler · Tsjnyrko · Tuulchangajn · Wang · Wen